# Sistema di determinazione del sesso ZW

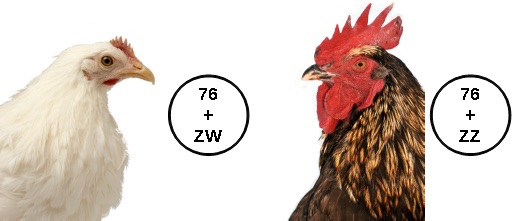
Gallina e gallo seguono la determinazione del sesso degli uccelli ZW

Il sistema di determinazione del sesso ZW è il metodo per determinare il sesso della prole negli uccelli, in alcuni pesci e crostacei, in alcuni insetti (come farfalle e falene) e in alcuni rettili come il drago di Komodo.
Nel sistema ZW, l'ovulo determina il sesso dei bambini, a differenza del sistema di determinazione del sesso XY, in cui è lo spermatozoo a determinare il sesso. Le lettere Z e W vengono utilizzate per denominare i cromosomi di questo sistema, per distinguerli da quelli del sistema XY. I maschi sono omogametici (ZZ), mentre le femmine sono eterogametiche (ZW). Il cromosoma Z è più grande e contiene più geni, come il cromosoma X nel sistema XY.

## Descrizione
Nel sistema ZW, l'ovulo determina il sesso dei bambini, a differenza del sistema di determinazione del sesso XY, in cui è lo spermatozoo a determinare il sesso. Le lettere Z e W vengono utilizzate per denominare i cromosomi di questo sistema, per distinguerli da quelli del sistema XY. I maschi sono omogametici (ZZ), mentre le femmine sono eterogametiche (ZW). Il cromosoma Z è più grande e contiene più geni, come il cromosoma X nel sistema XY. Negli uccelli non si sa se la presenza del cromosoma W induca direttamente caratteristiche femminili o se la duplicazione del cromosoma ZZ induca caratteristiche maschili. A differenza dei mammiferi, non sono stati scoperti uccelli con un doppio cromosoma W (ZWW) o un singolo cromosoma Z (Z0), entrambe condizioni che potrebbero causare la morte dell'embrione. La determinazione del sesso può avvenire attraverso il coinvolgimento di entrambi i cromosomi.
Non ci sono geni condivisi tra i cromosomi ZW degli uccelli e i cromosomi XY dei mammiferi.